# والتر أ. هيرلي
والتر أ. هيرلي (بالإنجليزية: Walter A. Hurley)‏ هو كاهن كاثوليكي أمريكي، ولد في 30 مايو 1937 في فريدريكتون في كندا.